# El Siglo Pintoresco
El Siglo Pintoresco fue una revista editada en Madrid entre 1845 y 1848.

## Historia

### Primera época (abril de 1845-junio de 1846)
El primer número de El Siglo Pintoresco aparece en abril de 1845. Su fundador es Vicente Castelló, quien dirige la parte artística de la revista y encarga al joven Francisco Navarro Villoslada y a M. M. B. la dirección de la parte literaria. En julio de 1846 la propiedad de la misma pasa a manos de Baltasar González y la dirección literaria recaerá en manos de Ángel Fernández de los Ríos. A pesar del cambio de directores y propietarios, la publicación se estampará siempre en la imprenta de la Calle Hortaleza, n.º 89, primero propiedad de Vicente Castelló, quien había fundado su «Imprenta y establecimiento de grabado» a finales de 1844; más tarde, a partir de julio de 1846, en la de Baltasar González, bien en la «Imprenta y establecimiento de grabado de don Baltasar González, editor», bien en la «Imprenta de don Baltasar González, editor». Se vendía por tres reales el cuaderno para los lectores madrileños y 12 reales por tres cuadernos para las provincias, y su frecuencia de aparición era mensual.
La anteportada contiene un grabado firmado por Francisco Lameyer (F. L.), que había empezado a trabajar en el estudio de Castelló en 1839, y del mismo Castelló. Representa a dos hombres: el de la izquierda, de pie y de lado, mira al lector mientras sostiene una pluma de ave; sentado a la derecha, otro individuo sujeta una pluma y un pliego de papel. En el suelo se descubren dos pipas, un tintero, una paleta con pinceles, y a la derecha un bastidor.
La portada del año 1845 incluye los siguientes datos: «El / Siglo Pintoresco,/ Periodico universal / ameno é instructivo al alcance de todas las clases. / Fundado y publicado / por don Vicente Castello, / dirigido por el mismo en la parte artistica / y en la parte literaria / por don Francisco Navarro Villoslada / y D. M. M. Bartolomé. / Tomo I / Madrid / Establecimiento de Grabado é imprenta de D. Vicente Castelló / Calle Hortaleza, número 89 / 1845». La disposición de la información de la portada en los años 1846 y 1847 será la misma. Sin embargo, el cambio de propietario explica que varíen los datos de directores, el sello que se encuentra entre el número de tomo, y el lugar, imprenta y año. En 1845 se estampa el sello de Vicente Castelló, que representa un busto, mientras que en las portadas de 1846 y 1847 se imprime uno con las iniciales del propietario, B. G. (Baltasar González).
La gran mayoría de los números constan de 23 páginas, aunque se editaron algunos dobles de 47. El texto se dispone a dos columnas en una caja de 232 × 153 mm. y cada ejemplar suele contener entre cinco y ocho artículos. La cantidad de grabados en madera es muy variable: hasta 23 durante la dirección artística de Vicente Castelló; entre 5 y 13 en los meses en que la dirección artística y literaria corre a cargo de Ángel Fernández de los Ríos. Los números de la revista no contaban con cabecera, como ocurre con muchas de las publicaciones pintorescas, señal de la importancia de la encuadernación por tomos. Se inician con un grabado que ilustra el primer artículo. El resto de ilustraciones pueden insertarse entre las columnas o bien ocupar el espacio de ambas. Como se advertía, título y subtítulo reúnen dos términos encarados que determinan los rasgos esenciales de la publicación que se incorpora al mercado de los magacines del siglo XIX. Así, su primer director literario, Francisco Navarro Villoslada, señala en la «Introducción» que el principal propósito de El Siglo Pintoresco es «contribuir á la ilustracion española», siguiendo la estela de otros países como Alemania, Inglaterra y Francia, y la sitúa en la larga cadena de revistas cuyo objetivo es difundir las luces de manera amena, variada e instructiva, y fomentar las artes poniéndolas al alcance de todas las clases sociales. Por su parte, impone desde el inicio el principio moralizador que guía la selección de contenidos, pues aspira a «llenar sus páginas con artículos de elevadas tendencias, de sanas doctrinas y de rígida moral, en armonía con la moral, doctrinas y tendencias verdaderas del siglo».
Dos rasgos más definirán El Siglo Pintoresco: por un lado, su carácter religioso («porque si la religion es el lazo que une al cielo con la tierra, el cristianismo, es el vínculo que une á los hombres entre sí, y a la humanidad entera en el regazo del Señor»); por otro, su espíritu social («ya que tan profundamente se mueven en nuestros dias estas ideas»). Como era de esperar, según el director, el carácter «ameno y exclusivamente literario» de la revista requiere una mirada templada, alejada de las controversias ideológicas y políticas. Así, por un lado, el cristianismo del periódico se manifestará en la vertiente más cercana a Chateaubriand o Lamartine («Otras publicaciones cumplirán su mision defendiendo el dogma; la nuestra tratará de llenar su deber buscando lo bello, lo dulce y civilizador de la moral cristiana; especie de perfume suave y deleitoso que exhalará todas las páginas de esta obra»). Por otro,

á nuestro modo de entender todas esas cuestiones de la organizacion del trabajo, del pauperismo, de la reforma de la legislacion penal y del sistema carcelario, no son en el fondo más que la caridad cristiana aplicada á diferentes clases y establecimientos de la sociedad civil. Sin embargo, aunque el objeto con que se pongan á discusión sea laudable, sea santo, hay su peligro en entrar en ellas sin la debida preparacion, y las exageraciones de escritores socialistas pueden conducirnos á estravíos peligrosos, cuya indicacion será uno de nuestros principales deberes. A la par de sublimes esfuerzos notaremos con frecuencia magníficos delirios, y á la par de fecundas aplicaciones prácticas, bellas, pero irrealizables utopias, ¡Triste destino del hombre, que no ha de poder distinguirse por sus aciertos, sin hacerse notable por sus errores!
Navarro Villoslada

Siguiendo, pues, los modelos de los magacines universales, El Siglo Pintoresco evitará la polémica y, aunque debiera manifestarse claramente apolítica, como toda publicación pintoresca, la mentalidad conservadora de su director literario se impone. A continuación, Navarro Villoslada presenta la organización general de cada número que pretende no convertirse en un «almacen desordenado de producciones que mútuamente se rechacen, sino en una série de artículos enciclopédicos, tan metódica como pueda serlo una revista mensual». En consecuencia, cada uno de ellos empezará con uno o dos artículos de literatura, historia o economía social. Le seguirá «alguno de costumbres, novelas y poesías originales modernas ó inéditas de nuestros antiguos escritores, de los cuales tenemos una preciosa é inestimable coleccion que iremos dando poco a poco a nuestros lectores». Finalmente, se incluirá «una revista mensual de todo el globo, y principalmente de España». La revista incorpora, por consiguiente, una sección de actualidad informativa en las páginas finales de cada número. De esta forma, El Siglo Pintoresco reúne en sus páginas lo español y lo universal, por un lado; el pasado nacional y la crónica de actualidad, por otro.
Nueve meses después, al concluir el tomo del año 1845, Vicente Castelló, su director, firma el 31 de diciembre en la última página del cuaderno una nota «A los suscriptores» con la única voluntad de dar las gracias a los abonados por su fidelidad, asombrado por el éxito de la publicación (ya que ha debido reimprimir hasta en tres ocasiones los primeros números) y a los colaboradores por su dedicación. En esta circunstancia se mencionan autores de textos y dibujantes a la par. Entre los primeros se encuentran Francisco Navarro Villoslada, M. M. Bartolomé, Juan Eugenio de Hartzenbusch, El Solitario, Agustín Durán, Ramón de Navarrete, José Amador de los Ríos, Antonio Ferrer del Río y Benito Maestre; entre los dibujantes, Francisco Lameyer, Francisco Sainz y Fernando Miranda.
Los grabados de Vicente Castelló abundan en los primeros números de la revista y serán mucho menos frecuentes a partir de julio de 1846. Se encarga de las ilustraciones del romance publicado por Agustín Durán en los números 2 y 3 de 1845, basados en los dibujos de Lameyer (L. F. Lameyer o L. F.); comparte con este último y con Carlos Mújica Pérez (C. M. o Mugica) la ilustración de la novela histórica La princesa de Viana de Navarro Villoslada. Francisco Sainz (F. Sainz o Saynz), que colaboró tanto en El Siglo Pintoresco como en el Semanario Pintoresco Español e ilustró algunas de las obras que salían del taller de Castelló (Casado Cimiano, 2006: 183), fue el dibujante de las ilustraciones de Misterios del corazón de Ramón de Navarrete, también junto a Castelló, y del artículo sobre Velázquez. Por su parte, Fernando Miranda es el dibujante de los «Recuerdos de Cataluña» de Víctor Balaguer. En general, los números respetan la disposición establecida en la «Introducción». Salvo excepciones, a los artículos dedicados a las materias relacionadas con pensamiento y cultura le siguen los textos literarios. Así, el primer número viene encabezado por un artículo firmado por M. M. de B[artolomé] sobre la vida de san Ignacio de Loyola; el segundo de mayo de 1845, con un trabajo de Pedro de Madrazo sobre «Velázquez y sus obras» y una descripción de «El hospital del rey» de Rafael Monje; y el tercero del mes de junio se inicia con la primera entrega de «Homero y la ciencia» de Alfredo Adolfo de Camús. Se alterna, por tanto, la historia con la ciencia, la biografía con las artes, considerando el carácter misceláneo de la revista. Convive igualmente el pasado con el presente: así, en sus páginas encontramos la biografía de Pizarro y la de Zumalacárregui (n.º 9 de diciembre de 1845 y 2 de febrero de 1846); la de fray Pablo Sarpi y la del duque de Rivas (n.º 8 de noviembre de 1845). En cuanto a los textos literarios alternan los contemporáneos con los antiguos, tal y como señalaba la «Introducción», aunque predominan los primeros. Así, en el primer número de abril de 1845 se edita El abencerraje de Antonio de Villegas al que sigue la primera entrega de la novela de Ramón de Navarrete titulada Misterios del corazón. En el número siguiente se imprime la segunda entrega de la novela y a continuación la primera del «Romance caballeresco» de la Infantina de Francia rescatado por Agustín Durán de un códice, al parecer, de finales del siglo XV; en el número cuarto se inicia la publicación de las Costumbres españolas del siglo XVII de Juan de Zabaleta, texto «abreviado por J. E. Hartzenbusch».
Debe tenerse en cuenta que Navarro Villoslada había trabajado con Juan Eugenio Hartzenbusch en El Arpa del Creyente (1842) y coincidido también entre 1844 y 1845 con Agustín Durán y Benito Maestre como colaboradores del Semanario Pintoresco Español. Este último aporta dos documentos históricos relacionados con el reinado de los Reyes Católicos que se editan en los números 3 y 4 de junio y julio de 1845. Les une a todos ellos la empresa romántica de recuperación de la literatura y del pasado nacional. A estos ejemplos debe sumarse la labor de Isidoro Gil al publicar «Miragaya (Tradición portuguesa)», quien aclara en la nota al pie que sirve de presentación a la composición: «El traductor, ó mas exactamente el recopilador, ha seguido puntualmente la narrativa oral del pueblo, y se ha propuesto sobre todo ser fiel al estilo, modos y tonos de cantar y contar de aquel», utilizando semejante procedimiento de «restauración» que Agustín Durán. En ese mismo empeño deben comprenderse los estudios artísticos e históricos de Ivo de la Cortina o de José Amador de los Ríos, en la línea del tradicionalismo artístico.
En esta primera época encontramos entre los narradores contemporáneos a Ramón de Navarrete (que colabora con su ya mencionada novela Misterios del corazón), Francisco Navarro Villoslada (con su novela histórica La princesa de Viana, además del artículo de costumbres «El arriero»), Serafín Estébanez Calderón (que firma como «El Solitario» un artículo de costumbres) y dos cuentos: «Un cuento de pescador» y «La reina Egilona» de A. La revista también reproduce un fragmento de Guatimozín, la novela de Gertrudis Gómez de Avellaneda que estaba a punto de ver la luz. Además, se incluyen tres artículos de viajes de Heriberto García de Quevedo y uno de Nemesio Fernández Cuesta.
En las poesías, que ocupan la última parte de los textos literarios, alternan, no se mezclan, una antología de poesías del padre Ignacio Buendía, titulada «Varias poesías del siglo XVI» con composiciones de Antonio Arnao, Carlos Mestre y Marzal, Juan Valera, José Grijalva, A. Hurtado y J. de Góngora y Palacio.
Como señalaba Navarro Villoslada en la «Introducción», el artículo final de cada uno de los números de El Siglo Pintoresco lo ocupa la «Revista del mes», sección en la que se presentan diferentes aspectos de la actualidad con el propósito de «dinamizar parcialmente el contenido estático» de la publicación (Alonso, 2013: 46). Del mismo modo que en los artículos que preceden a la «Revista», los grabados forman parte sustancial de la sección. Durante los meses de abril a diciembre de 1845 se inserta en el artículo, aunque en ocasiones puede precederle, el grabado de una alegoría del mes. Los dibujos pertenecen a Francisco Lameyer (F. L.) y a Vicente Castelló en calidad de grabador (V. Castelló o Castelló). En escasas ocasiones vienen acompañados de un comentario del autor de la «Revista». Desde abril de 1845 a junio de 1846, estos artículos no van firmados. Los correspondientes a los meses de abril a septiembre, ambos incluidos, tienen dos grandes apartados: España y Extranjero. Sin embargo, el de octubre, de Merlín, se refiere únicamente a España, centrando su atención en el besamanos de la reina Isabel II al cumplir quince años y en los estrenos teatrales. El del mes de noviembre de 1845 dedica muy breve espacio a la vida de la Corte, para pasar directamente al teatro. A partir de este momento y hasta junio de 1846 las «Revistas del mes» se dedican casi exclusivamente al teatro y a la ópera, a excepción de las firmadas por Merlín, de carácter más amplio.
El éxito de El Siglo Pintoresco es «brillante», según juicio de Francisco Navarro Villoslada en la «Introducción» al segundo tomo de la revista de 1846, «superior á los cálculos de su editor y de sus fundadores y á nuestras mas ardientes esperanzas» («Introducción», n.º 1 de enero de 1846, p. 1). El director literario indica, sin embargo, dos aspectos que pueden subsanarse: la irregularidad en la aparición de la revista, ocasionada por la emisión de números dobles los tres últimos meses; y la extensión de algunos artículos que hace que la lectura se alargue excesivamente en el tiempo. El director literario promete que «en las materias habrá mas variedad, y seremos mucho mas severos en la admision de artículos, principalmente de poesías y demas producciones que hablen tan solo á la imaginación».
En enero de 1846 Vicente Castelló asume la dirección del Semanario Pintoresco Español, que había vivido en 1845 sus horas más bajas bajo la dirección de Ramón de Valladares y Saavedra. Su entonces propietario, Vicente Lalama, vende a Castelló El Siglo Pintoresco, que se imprime desde enero hasta junio de 1846 en el «Establecimiento de grabado e imprenta de D. Vicente Castello, calle de Hortaleza, n.º 89». Francisco Navarro Villoslada, que no firmaba ninguna colaboración en el Semanario Pintoresco Español desde mayo de 1841, asume también entonces la dirección del Semanario y la de El Siglo.

### Segunda época
Un punto de inflexión en la historia de la revista tiene lugar en julio de 1846, cuando Baltasar González compra el establecimiento de Vicente Castelló y El Siglo Pintoresco y el Semanario Pintoresco Español cambian de propietario. Aunque en la portada del tomo de 1846 de El Siglo se consigne «Imprenta y establecimiento de grabado de don Baltasar Gonzalez, editor. Calle Hortaleza, n.º 89», cabe suponer que durante unos meses el establecimiento compartiría propietarios, puesto que de julio a diciembre de 1846 el Semanario Pintoresco Español se edita en la «Imprenta y establecimiento de grabado de los SS. Gonzalez y Castello, calle Hortaleza, n.º 89».
El cambio de propietario implicará también el del director, tal y como se advierte en el párrafo final de «A nuestros lectores», que reproducen en julio de 1846 en El Siglo Pintoresco y en el Semanario Pintoresco Español, con idéntica maquetación y tipografía: «Ha cesado en la direccion del Semanario Pintoresco Español y del Siglo Pintoresco, que tan dignamente desempeñaba, Don Francisco Navarro Villoslada, habiendo sido confiada desde el presente número a Don Angel Fernandez de los Rios». Este asumirá, por consiguiente, la dirección de El Semanario Pintoresco Español y la de El Siglo Pintoresco.
El director de la empresa muestra en este texto el firme propósito de seguir publicando ambas revistas y de otorgar a cada una de ellas una personalidad distinta. Para ello se tendrá en cuenta la periodicidad con la que aparecen las dos y el carácter «español» del Semanario, frente al «universal» de El Siglo. El primero se decantará por la recuperación de algunas secciones y se suprimirá la «Revista de la semana»; el segundo lo hará por artículos más extensos, además de la «Revista del mes».

No se limitará la revista del mes á referir los sucesos del pais, ni se contentará con narrarlos; consignará en sus columnas los hechos notables, que ocurran tanto en el interior como en el estranjero, y hará asistir, por decirlo así, al lector á todos los acontecimientos, presentándole las vistas de los parajes en que tengan lugar y dándole a conocer los personajes que en ellos figuren, dejando asi consignada y estampada la historia respectiva de cada mes. Los geroglíficos alternarán entre las dos publicaciones según lo permitan los ajustes, y finalmente estableceremos en la segunda página de las cubiertas del Siglo un boletín bibliográfico, en que se insertarán juicios críticos de las obras que lo merezcan

El prospecto al tomo III del año 1847 del número de diciembre de 1846 anuncia el listado de los colaboradores, que pueden encontrarse en el índice que sigue a estas páginas. Solo Hartzenbusch, Navarrete, Romero Larrañaga, Amador de los Ríos, J. F. Díaz, Navarro Villoslada y Gabino Tejado, que ya colaboraban en la etapa anterior, siguen haciéndolo en 1847. Miguel Agustín Príncipe, Antonio Neira de Mosquera y Ramón Satorres inician su contribución en ese año.

Unicamente diremos que para los primeros números del año entrante tenemos ya preparados dos artículos de costumbres del Sr. Hartzenbusch, otro tambien de costumbres del Sr. Lafuente, otro de viajes del Sr. Segovia, una novela del Sr. Larrañaga, otra del Sr. Fernandez de los Rios, titulada Caprichos del corazon, una série de articulos históricos y dos de costumbres del mismo señor, varios estudios filosóficos sobre la muger por el Sr. Satorres, una leyenda del Sr. Neira de Mosquera, un cuento fantástico del Sr. Tejado, la fisiología del cigarro por el Solitario, un tipo Español por el Sr. Diaz, unos estudios artísticos del Sr. Madrazo, una biografia por el Sr. Anaya, y algunas composiciones de los SS. Campoamor,
Ayguals de Izco y Asquerino

Pocas son las promesas cumplidas en el anuncio: la novela de Romero Larrañaga que lleva por título La perla de Nápoles y la de Fernández de los Ríos, aunque con título distinto: Secretos de familia; el artículo de Satorres y el cuento de Tejado, «El ahorcado de palo». Como en la época anterior, se sigue manteniendo el principio de no publicar en la revista traducciones. Un comentario más detenido merece la «Introducción» al año 1847 de Fernández de los Ríos que encabeza el cuaderno de enero, en tanto que se trata de una breve historia de la prensa periódica ilustrada española.
Para el director literario de El Siglo Pintoresco y del Semanario Pintoresco Español el periodismo ofrece a los lectores la posibilidad de leer de forma ligera, breve y despojado de su lenguaje científico todo tipo de conocimiento. Traza una breve historia de las «publicaciones periódico-literarias» españolas que se extiende a partir de 1832 desde Inglaterra. El Artista y luego el Semanario Pintoresco Español son las muestras españolas esenciales, cada una en su estilo, de este tipo de revistas. Sin embargo, en la actualidad «han visto la luz pública para mengua de nuestra literatura multitud de papeles con estravagantes títulos en armonía con las materias de que se ocupaban y la forma con que eran tratadas». Finalmente, a partir de 1842, refiere Fernández de los Ríos, se difundió desde Inglaterra:

un nuevo género de periódicos pintorescos medio políticos y medio literarios, titulados universales, aplicados casi esclusivamente á consignar los sucesos contemporáneos
por medio de una combinacion del testo con el grabado; tales son el Ilustrated London news, el Pictorial Times y otros. Inmensa ha sido la boga de estas publicaciones, que encontraron pronto imitadores en Francia, donde no tardaron en aparecer L’Ilustration, La Semaine, el Journal du Dimanche y otros periódicos de igual índole que siguen todavía aumentándose

A pesar de algunos intentos, este tipo de publicaciones no han tenido éxito alguno en España puesto que, según su parecer, el panorama político del país no es el adecuado, ya que la revista debería ser necesariamente extensa y se necesitan muchos suscriptores. Como sabemos, Fernández de los Ríos ensayará este nuevo modelo en 1849 con la fundación de La Ilustración. Periódico universal. Finalmente, expone a los lectores el plan que ha trazado para El Siglo Pintoresco a diferencia del Semanario Pintoresco Español, que ya había explicado en «A nuestros lectores» de julio de 1846, aunque de forma más concreta para nuestra publicación:

El Siglo tomará del plan que siguen los periódicos universales lo que más se adapte á nuestras costumbres, á su carácter de libro mas bien que de periódico, á la forma que debe conservar y al espacio de que puede disponer. Emplearáse con preferencia en estender conocimientos adquiridos en los viajes acerca de curiosidades y objetos notables del estranjero, en la insercion de biografías de los personajes mas notables de todos los países, en dar noticia de los inventos y de los adelantos que hagan las ciencias y las artes. Estas materias que procuraremos tratar de una manera agradable y ligera, irán ademas mezcladas de otras recreativas, de articulos amenos é instructivos á la vez, escritos por nuestros primeros
literatos. Sabemos bien que el espacio de que podemos disponer y el carácter mensual de nuestras revistas, se opone á que sean una reseña estensa de todos los sucesos de Europa; pero ya que no escribamos la historia de los que ocurran en los dias que medien de un número á otro como los periódicos universales, ni pretendamos que la reunion de ella forme la del año, haremos lo posible para que constituyan una especie de anuario curioso, en que registremos con la pluma y el lapiz todo lo que merezca consignarse en los anales de una coleccion destinada á gentes de conocida cultura

Al final de ese mismo número, tras la «Revista Mensual», Fernández de los Ríos firma una advertencia en la que anuncia que Vicente Castelló ha iniciado un viaje a París con el propósito de perfeccionar la técnica del grabado en madera. En su ausencia él mismo se hará cargo de todas las decisiones relativas a «los negocios literarios y artísticos» del establecimiento. De esta forma, el publicista asume el control absoluto de la obra. No parece que ocurra lo mismo con las actividades relativas al negocio, tal y como sugiere Cecilio Alonso al reproducir una carta de Fernández de los Ríos a Navarro Villoslada en la que le confiesa: «Nada puedo decir a V. en punto a cuentas con el establecimiento, puesto que no tengo la menor intervención en este ramo». Sin embargo, es muy posible que su espíritu mercantilista y la búsqueda de suscriptores a los que aludía en la «Introducción» del año 1847 tengan que ver, así se verá, con el final de El Siglo Pintoresco.
Del mismo modo que en la etapa anterior, los artículos suelen seguir el orden señalado desde su fundación. Sin embargo, la revista parece reorientarse en los meses siguientes. Además de favorecer los contenidos relativos a temas culturales de ámbito internacional, seleccionará a menudo asuntos de actualidad. Así, en el número de julio de 1846, primero en la dirección de Fernández de los Ríos, se publica un artículo sobre porcelana china y otro sobre mitología céltica; en el número 10 de octubre del mismo año, Rafael Monge firma uno sobre «Las Vestales». La historia natural también tiene su presencia: «Historia natural y ciencias. Las aves del paraíso» (n.º 12 de diciembre de 1846) y «El harfango» (n.º 1 de enero de 1847). Asimismo, se ofrecen biografías de personajes célebres europeos: Fernández de los Ríos es el autor del artículo dedicado a Sue (n.º 9 de septiembre de 1846); R. firma el dedicado a Straus [sic] (n.º 5 de mayo de 1847); el número 3 de marzo de 1847 incluye la de «Erasmo de Rotterdam» y Neira de Mosquera publica sus «Estudios literarios. Mr. Alejandro Dumas» (n.º 12 de diciembre de 1847). España sigue, no obstante, presente, con estudios sobre monumentos y edificios españoles («España pintoresca. La casa de la Moneda en Granada», n.º 7 de julio de 1846; «España artística. El monasterio de Poblet», n.º 9 de septiembre de 1846; o los «Estudios artísticos» de Amador de los Ríos de 1847) y artículos de historia; por ejemplo, el dedicado a Bernardo del Carpio o a la historia de Galicia o de Granada. No obstante, como señala Le Gentil: «La revue s’inspire de l’actualité. Elle s’intéresse à Quevedo à cause des pièces d’Escosura et de Florentino Sanz, à Eugène Sue parce qu’in est en train de publier par “entregas” Martín el Espósito Le tome III referme un discours d’Hartzenbusch lu à l’Ateneo (Apuntes sobre el carácter de la literatura contemporánea)». Podemos añadir otro ejemplo más: la biografía de José Bálsamo, conde de Cagliostro, primer artículo del número 11 de noviembre de 1847, avala la inspiración histórica de las Memorias de un médico de Alejandro Dumas, padre, de la que la Semana Pintoresca había editado una traducción.
A diferencia de la época anterior, se publican pocos textos no contemporáneos: dos entregas más de las «Costumbres españolas del siglo XVII» iniciadas en la época anterior y la mencionada «tradición portuguesa» titulada «Miragaya» (n.ºs 4, 6 y 9 de 1847), firmada por Isidoro Gil. La ficción ocupa bajo la dirección de Fernández de los Ríos un lugar preponderante. En la sección «Novelas» a partir de julio de 1846 se imprime: «Un cuento de hadas» y la novela Una mujer misteriosa de Ramón de Navarrete; «La perla de Nápoles» de Gregorio Romero Larrañaga; «El caballero sin nombre» de Francisco Navarro Villoslada y «Secretos de familia» de Ángel Fernández de los Ríos. Del mismo autor ve la luz el cuento, «El amor de una mujer. Cuento», la leyenda «El ahorcado de palo» de Gabino Tejado y el relato «La tercera dama duende» de Heriberto García de Quevedo. En cuanto a la publicación de narraciones en la revista, merece la pena recordar las palabras de Vicente Llorens:

Comparando este con los periódicos literarios de años anteriores, pronto se observa la creciente importancia que ha adquirido la novela. En vez de narraciones cortas que
cabían en un sólo número, ahora se imprimen otras más extensas en números sucesivos. […] Es de notar igualmente que la novela histórica pasa a segundo término, representada tan sólo por las de Navarro Villoslada; las demás pertenecen a otro género novelesco que estaba entonces buscando su expresión, sin lograrlo del todo.

Escasos, como en la época anterior, son los artículos de costumbres: El Solitario firma «Gracias y donaires de la capa» (n.º 9 de septiembre de 1846), Fernández de los Ríos, «El granuja» y Juan Francisco Díaz, «El teatro por dentro» (n.º 3 de marzo del 47).
A semejanza de la etapa precedente, la mayor parte de artículos dedicados a viajes son de Heriberto García de Quevedo, que continúa su viaje por Italia y Grecia hasta llegar a Constantinopla. Antes se encuentra el artículo de Emilio Tamarit sobre la «Gran catarata de Connecticut» (n.º 9 de septiembre de 1846) y el viaje a «Windsor» de Juan Antonio Escalante (n.º 10 de octubre de 1846). Debe contarse también con el artículo sobre Bruselas de Ramón de Navarrete (n.º 8 de agosto de 1847).
Los poetas representados en El Siglo Pintoresco en esta época son: J. F. Díaz, Romero Larrañaga, Miguel Agustín Príncipe, Zorrilla, Manuel Bretón de los Herreros, Carolina Coronado y Teodoro Guerrero.
En lo referente a la «Revista del mes» el contenido no difiere mucho de la época anterior, a pesar del propósito de Fernández de los Ríos de dar cabida a la actualidad de España, del extranjero y a los estrenos teatrales. Este firma todas las «Revistas» de la nueva etapa. Parece que su extensión depende más del espacio libre que dejan los otros artículos y, del mismo modo que en los meses anteriores, tiene prioridad la información «de teatros». Breves suelen ser las notas dedicadas a la sociedad y a la política españolas, y en el último caso no se tratará más que de crónicas escuetas e inofensivas para pasar enseguida a las críticas de los estrenos de teatro y ópera. Sí se ofrece extenso comentario de la boda de la reina Isabel II con su primo Francisco de Asís, y de su hermana, la infanta Luisa Fernanda con el duque de Montpensier en octubre de 1846. También se aprovecha algún espacio para publicitar los contenidos literarios de otras publicaciones de la empresa como la Semana Pintoresca. Si la «Revista del mes de julio» de 1846 contiene noticias de España, los estrenos teatrales y un extenso comentario dedicado a los sucesos más notables de París, Londres, Italia, Portugal, Estados Unidos, Constantinopla y Polonia, la del mes siguiente se hace más breve, aunque mantiene todos los temas y ya en los meses de noviembre y de diciembre desaparecen las noticias del extranjero. Al iniciarse el año 1847 la «Revista del mes» pasa a denominarse «Revista mensual» y a concretar los días, generalmente del 10 al 20 de cada mes. Durante los meses de enero a mayo se añade al encabezamiento un sumario de su contenido bajo los epígrafes: Crónica, Teatros, Movimiento literario y Crónica extranjera. Alguno de ellos, especialmente la Crónica extranjera, se suprime en los meses sucesivos. Desde el mes de junio serán los teatros casi exclusivamente el centro de atención de esta sección.
En cuanto a los dibujantes y grabadores, el listado se amplía en relación con la etapa anterior. Así, el «Prospecto» del año 1847 indica que Francisco del Castillo dirigirá la parte litográfica y consigna los siguientes: «D. Francisco Lameyer; D. Francisco Salus; D. José Vallejo; D. Eusebio Zarza; D. Manuel Miranda; D. Carlos Mújica; D. Félix Batanero; D. Carlos Mariant; D. José Tomé; D. Ramón Saez; D. José Cibera; D. Mariano Batanero; D. José Benedicto; D. Mariano Rey Varela; D. Juan José Castelló; D. Francisco Allet; D. Tomas Kraskowiki». A estos ilustradores y grabadores habría que añadir Eusebio Letre, Joaquín Sierra, Vicente Urrabieta, Ildefonso Cibera, Piquer, José Méndez y Andrés.
Parece que la revista sigue manteniendo el mismo alcance que en meses anteriores a pesar de los rumores sobre su desaparición. En diciembre de 1846 Fernández de los Ríos acaba su «Revista del mes de diciembre» desmintiendo «la voz de que cesaba la publicación de nuestro periódico» y también del Semanario. El director de El Siglo no solo niega el rumor, sino que afirma que cuenta con las suficientes suscripciones como para cubrir sus gastos. No obstante, la revista acabará un año después refundiéndose con el Semanario Pintoresco Español en una operación en la que se verán implicadas otras publicaciones. El número de diciembre de 1847 se cierra con un texto que establece las «Bases bajo las cuales continúa el Siglo Pintoresco en el Semanario Pintoresco Español». En él se advierte de que «Desde el 1.o de enero de 1848 El Semanario Pintoresco Español es una continuación del Siglo Pintoresco en todas sus partes, prosiguiendo en aquel la serie de artículos impresos en este y el desarrollo del pensamiento que ha presidido al tomo correspondiente á 1847», sin alterarse el precio de la suscripción del Semanario: 4 reales al mes para los suscriptores de Madrid, 14 reales por trimestre para los de provincias. Sin embargo, dado que el tomo III de El Siglo Pintoresco quedaba incompleto, pues algunos artículos y narraciones no habían podido publicarse en su totalidad, la dirección decide hacer un «Regalo importantísimo» a los suscriptores de El Siglo Pintoresco, editando en pliegos sueltos un número más, que aparecerá en enero de 1848 y que contendrá los textos con los que finalizan los artículos pendientes y que podrán encuadernarse en el tomo III.
No es únicamente El Siglo Pintoresco el que se refunde por esas fechas con el Semanario Pintoresco Español. En octubre de 1847 Ángel Fernández de los Ríos informa a los lectores del Semanario Pintoresco Español de «la refundición del acreditado periódico titulado El Renacimiento al Semanario Pintoresco» que a la vez había incorporado desde febrero la revista El Artista.
Más adelante se unen otras publicaciones al Semanario. Así se advierte en la presentación a esta revista del tomo de 1848:

Al menos el tomo que hoy comenzamos se inaugura bajo brillantes auspicios: cuatro publicaciones acreditadas se refunden en la nuestra, aglomerando los elementos con que contaban y aumentando extraordinariamente con sus suscripciones el número de las del Semanario. Poco ha anunciamos la incorporación de El Renacimiento: hoy podemos añadir la de la España Pintoresca y Artística de Van-Halen […]; la de El Siglo Pintoresco, cuyo crédito y suscripciones hemos agregado a él, y la de otro Semanario Pintoresco y Artístico, cuyo prospecto se repartió, marcando en él un plan idéntico al que nosotros hemos seguido hasta ahora

Curiosamente El Siglo Pintoresco, que en 1845 había acudido al rescate del Semanario Pintoresco Español, acaba por ser absorbida por la revista fundada por Ramón de Mesonero Romanos, que se había consolidado en el mercado español como pionera de los magacines españoles, convertida ya en decana de la prensa ilustrada. En el proyecto de reagrupación de publicaciones llevado a cabo por Ángel Fernández de los Ríos acabó ganando lo español en lugar de lo universal, aunque su director anunciase lo contrario. Los textos y los grabados originales se mezclarán con los traducidos o «refundidos» y la mirada a la actualidad que caracteriza a las «Ilustraciones» se diluirá entre las páginas del Semanario. No obstante, a pesar de su breve vida El Siglo Pintoresco debe considerarse una digna representante de las ilustraciones pintorescas españolas y del romanticismo conservador en este país.

## Atribución
- El texto original de esta entrada enciclopédica está adaptado del artículo «El Siglo Pintoresco (1845-1847): estudio e índice de una revista entre pintoresca y universal», de Montserrat Amores, publicado en 2018 en Revista de Literatura bajo una licencia CC BY 4.0. Ediciones posteriores del texto y los respectivos colaboradores se reflejan en el historial de la entrada.